# Glaciar Nef
El glaciar Nef es un glaciar localizado en el margen oriental del campo de Hielo Norte en la Región de Aysén, Chile. Da origen al río Nef,  de la cuenca del río Baker.